# نادي موريليا الرياضي
نادي أتلتيكو موريليا هو نادي كرة قدم مكسيكي مقرّه في موريليا، ميتشواكان، ويتنافس في دوري الدرجة الثانية لكرة القدم المكسيكية.  يلعب النادي مبارياته على أرضه على ملعب موريلوس . تأسس في عام 1950 باسم نادي ديبورتيفو موريليا، وكان أحد الأندية المؤسسة لدوري الدرجة الثانية . تم تغيير اسمه إلى اسمه الحالي في عام 1974، ثم تم تغيير اسمه إلى نادي موناركاس موريليا في عام 1999. تم إعادة تأسيس النادي في 26 يونيو 2020، تحت نفس الاسم الذي استخدمه النادي من عام 1974 إلى عام 1999.
بين عامي 1981 و2020، كان النادي منافسًا في الدوري المكسيكي الممتاز، وحقق الفوز في بطولة إنفيرنو 2000 . في 2 يونيو 2020، تم نقل موناركاس موريليا إلى مازاتلان، سينالوا، وتم تغيير علامته التجارية إلى مازاتلان، تم نقل أتلتيكو زاكاتيبيك إلى موريليا، ميتشواكان. في 11 يونيو 2024، أعلن نادي أتلتيكو موريليا أنه استحوذ على العلامة التجارية والشعار لموناركاس موريليا، وبالتالي أعاد تأسيس نفسه باعتباره النادي الأصلي الذي تأسس عام 1950.

## تاريخ

### البدايات
في عام 1950 غير "أورو موريليا" اسمه إلى نادي ديبورتيفو موريليا . كان موريليا من بين الفرق التي أسست دوري الدرجة الثانية . بعد موسم 1956-1957، الذي احتلوا فيه المركز الثاني، تمت ترقيتهم رسميًا إلى الدرجة الأولى ليحلوا محل بويبلا . بعد موسم غير ناجح، في عام 1968، هبط أتلتيكو موريليا مرة أخرى إلى الدرجة الثانية. خلال مواسم 1968-1971 المختلطة، عيّن نادي موريليا نيكاندرو أورتيز رئيسًا. استحوذ أورتيز على الفريق وعزز مكانته في الدوري. تم تغيير اسم نادي أتلتيكو موريليا في يوليو 1974
دفع موسم 1978-1979 نادي موريليا إلى المنافسة على الصعود؛ استحوذ أورتيز على الفريق وعزز مكانته في الدوري، وأصبح نيكاندرو أورتيز رئيسًا في عام 1980، ولعب أتلتيكو موريليا تحت قيادة المدير دييغو مالطا الذي ساعد فريقه نحو بطولة المكسيك وأخيرًا الصعود إلى الدرجة الأولى في عام 1981.
في عام 1986 قبل كأس العالم في المكسيك لعب أتلتيكو موريليا مباريات ودية ضد ألمانيا وخسر 2-1 وخسر مرة أخرى ضد الاتحاد السوفيتي 4-1.
في عام 1996، اشترت شركة البث الكبرى تلفزيون الأزتيكا الفريق. في عام 1999 بدأ النادي اللعب تحت اسم نادي موناركاس موريليا .
على الرغم من أن الفريق لعب في منافسات كرة القدم الاحترافية في المكسيك لمدة 70 عامًا، إلا أنه لم يفز ببطولة الدرجة الأولى حتى عام 2000، عندما رفع النادي الكأس بعد فوزه على تولوكا بركلات الترجيح. وتوج الفريق بالبطولة خارج أرضه في ملعب بومبونيرا . في اليوم التالي للنصر، كان هناك حشد من الناس بما يقدر بنحو 100 ألف شخص للاحتفاء بالفريق أثناء سيره على طول الشارع الرئيسي في موريليا، أفينيدا مادرو، في طريقهم إلى الملعب حيث تجمع الحشد بينما رفع الفريق الكأس وهنأ المشجعون الفريق على حصوله على أول كأس دوري له على الإطلاق.
بعد غيابه عن التصفيات لثلاث بطولات متتالية، احتل موريليا المركز الثالث في الجدول العام في بطولة Apertura 2009. تغلب موريليا على سانتوس لاجونا في الجولة الأولى بنتيجة 4-2 في مجموع المباراتين. ثم هُزم موريليا على يد كروز أزول في الدور نصف النهائي الذي كان مليئًا بالجدل بسبب قيام لاعب كروز أزول جويل هويكي باستخدام يده عمدًا لضرب الكرة بعيدًا ومنع لاعب خط وسط موريليا ويلسون تياجو من التسجيل. (لعب هويكي لاحقًا لفريق موريليا). وبنتيجة إجمالية 2-1، تم إقصاء موريليا. تأهل فريق موريليا إلى بطولة كوبا ليبرتادوريس 2010 بعد حصوله على المركز الثالث في مرحلة التصنيف. كانت هذه هي المرة الثانية التي يشارك فيها موريليا في بطولة كوبا ليبرتادوريس، حيث كانت الأولى في عام 2002. حصل فريق موريليا على المركز الثاني في بطولة Clausura 2011، بعد نهائي صعب ضد فريق بوماس. فاز فريق بوماس بالمباراة بنتيجة 3-2 في مجموع المباراتين، ليحصل على الكأس.
في عام 2010، أصبح موريليا بطل الدوري الممتاز، بفوزه 2-1 في النهائيات على نيو إنجلاند ريفولوشن حيث سجل ميغيل صباح هدفي موريليا.
في 5 نوفمبر 2013، فاز نادي موناركاس موريليا بأول لقب له في بطولة كوبا المكسيك في مباراة انتهت بالتعادل 3-3 والتي امتدت إلى ركلات الترجيح، حيث حصل على الفوز. كما سمح لهم هذا اللقب بالمشاركة في النسخة الافتتاحية من بطولة Supercopa MX، والتي فازوا بها ضد تيغريس أونال بنتيجة 5-4.

### صراعات الهبوط
بعد 15 عامًا، ترك موسم 2014-2015 الكئيب فريق موناركاس كواحد من آخر الفرق في جدول الهبوط، حيث يحدد مجموع أحدث إجماليات النقاط للنادي الفرق التي ستهبط. ونتيجة لذلك، تم اختيار إنريكي ميزا ليكون مدربًا لموسم Apertura 2015 . وكان ميزا قد أنقذ موريليا من قبل، في موسم 1995-1996. وبعد عدم حدوث أي تحسن ملحوظ في أداء الفريق، تم الاستغناء عن ميزا من منصبه كمدرب رئيسي في عام 2016، وتولى روبرتو هيرنانديز منصب المدير المؤقت. وتتزامن فترة تولي هيرنانديز المسؤولية مع التعاقد مع المهاجم البيروفي راؤول رويدياز على سبيل الإعارة من يونيفرسيتاريو . أثبت التعاقد مع رويدياز أنه كان حاسماً لثروات النادي، حيث سجل 20 هدفاً طوال موسم 2016-2017 في الدوري المكسيكي الممتاز، وانتهى به الأمر كأفضل هداف برصيد 11 هدفاً في Apertura و9 أهداف في Clausura. في الموسم التالي، كان موريليا في خطر الهبوط في اليوم الأخير من بطولة Apertura، حيث احتل المركز الأخير في جدول الهبوط وكان بحاجة إلى الفوز على مونتيري لتجنب الهبوط. بعد التعادل 1-1 في الوقت بدل الضائع، سجل راؤول رودياز هدف الفوز الحاسم الذي أخرج الفريق من منطقة الهبوط، بينما هبط جاغواريس دي تشياباس بدلاً منهم. كما تأهل الفريق بهدف رويدياز إلى بطولة الدوري المكسيكي في ذلك الموسم، وهي البطولة الأولى منذ بطولة الختام عام 2016.

### الانتقال
في 23 مايو 2020، أفادت وسائل إخبارية مختلفة في المكسيك أن النادي سينتقل من موريليا إلى مدينة مازاتلان بولاية سينالوا وسيُطلق عليه اسم مازاتلان (Mazatlán) أفادت التقارير أن مالك النادي، جروبو ساليناس، كان يطلب 400 مليون بيزو مكسيكي سنويًا من حكومة ميتشواكان للإبقاء على الفريق في المدينة. لم تلقَ الخطوة استحسانًا بين المشجعين واللاعبين السابقين ووسائل الإعلام الرياضية في جميع أنحاء المكسيك. وعلى الرغم من أوامر البقاء في المنزل بسبب جائحة كورونا خرج أكثر من 7,000 مشجع إلى شوارع موريليا للاحتجاج على خطوة الفريق.
في 2 يونيو 2020، أعلن النادي والدوري المكسيكي الممتاز عن انتقال النادي إلى مازاتلان، قبل يومين فقط من الذكرى السبعين لتأسيس النادي.

### ولادة جديدة لأتلتيكو موريليا
في 26 يونيو 2020، أعلن رئيس الدوري المكسيكي الممتاز إنريكي بونيلا أن نادي أتليتيكو زاكاتيبيك سينتقل إلى موريليا بسبب مشاكل مالية. في اليوم التالي، في مؤتمر صحفي في ملعب موريلوس، أُعلن أن النادي سيُسمى نادي أتليتيكو موريليا، وهو اسم النادي لأكثر من 25 عامًا قبل أن تغيره مجموعة ساليناس المالكة في عام 1999. وأعلن أن مجموعة الملكية ستتكون من رئيس غوادالاخارا السابق خوسيه لويس هيغيرا بالإضافة إلى عدد من رجال الأعمال من ولاية ميتشواكان. استحوذت مجموعة الملكية على حقوق اسم النادي وشعاره، وكلاهما مملوك لمجموعة ساليناس.

## تغيير الاسم
- أورو موريليا (1924–1950): اسم النادي عند تأسيسه، والذي استُخدم في الفترة التي سبقت دخول كرة القدم الاحترافية.
- نادي ديبورتيفو موريليا (1950–1972): الاسم الرسمي للنادي بعد وصوله إلى الدرجة الثانية.
- نادي أتلتيكو موريليا (1972–1999): تم تغيير الاسم بعد العودة من الإيقاف في عام 1971.
- نادي موناركاس موريليا (1999–2020): تم تغيير الاسم بعد عامين من الاستحواذ عليه من قبل قناة TV تلفزيون الأزتيكا.
- نادي أتليتيكو موريليا (2020 حتى الآن): تم اتخاذ الاسم بعد الاستحواذ على امتياز زاكاتيبيك.

## الشعار والقمصان

علم موريليا.

تم اختيار ألوان النادي من علم المدينة والتي هي الأصفر والأحمر، والتي هي نفس الألوان الموجودة في العلم الإسباني، باعتبار تاريخ المدينة.
في بدايات النادي كان النادي يحمل اسم أورو وكان معروفًا باسم الكناري حتى عام 1999 عندما غير النادي اسمه إلى "موناركاس" (الملوك)، بسبب الملوك الثلاثة الموجودين في علم المدينة، والذي تم استخدامه منذ تأسيسها.

## الملعب

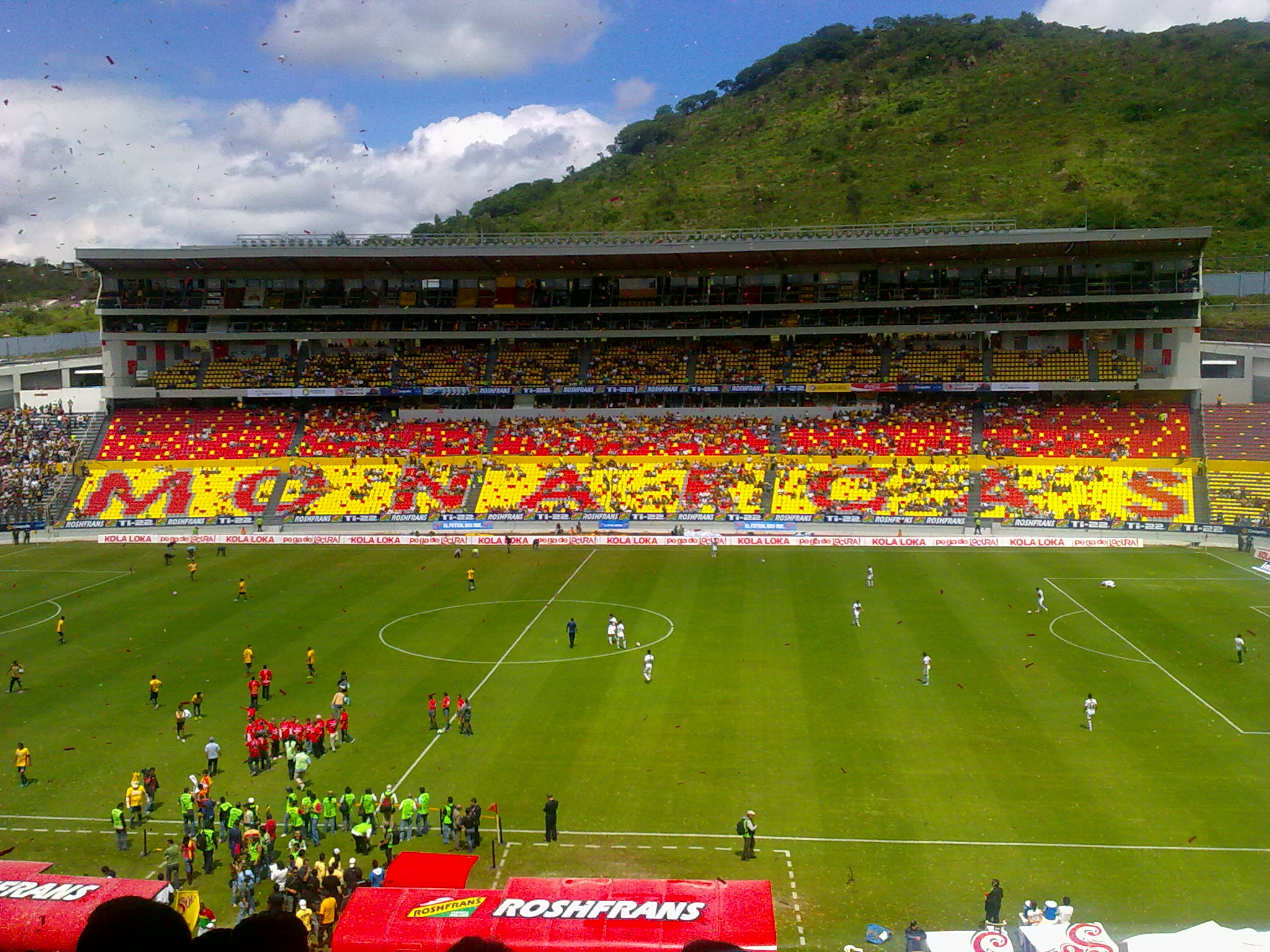
ملعب موناركاس موريليا، ملعب موريلوس

في نهاية الثمانينيات من القرن العشرين، تقرر أن ملعبهم ( ملعب فينوستيانو كارانزا ) يفتقر إلى القدرة على الاستيعاب، وأن هناك حاجة إلى بناء ملعب جديد بعدد أكبر من المقاعد. في 9 أبريل 1989، وبعد عدة تأخيرات في البناء، تم افتتاح ملعب خوسيه ماريا موريلوس وبافون (الموجود على مشارف جبل كوينسيو)، وكانت المباراة الافتتاحية بين أتليتيكو موريليا ونادي أمريكا . تبلغ القدرة الرسمية للملعب 45 ألف متفرج، على الرغم من أنه عند افتتاحه في عام 1989 كان من المقرر أن أكثر من 50 ألف شخص حضروا. فاز موريليا بالمباراة بنتيجة 2-1. في عام 2011، تم تجديد الملعب لاستضافة بطولة كأس العالم تحت 17 سنة في المكسيك.

## اللاعبون

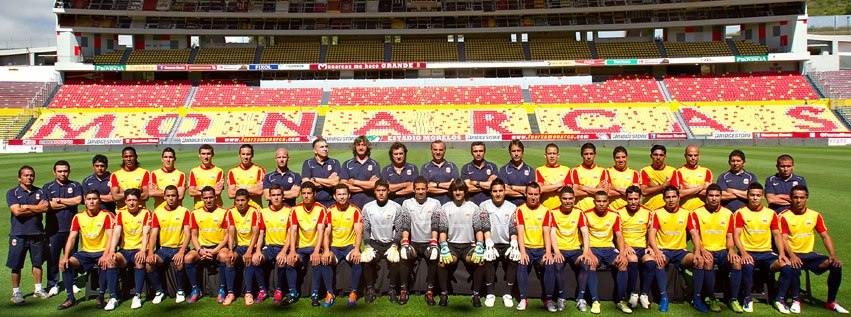
تشكيلة عام 2012.

لقد كان لدى موريليا بعض اللاعبين البارزين في تاريخه. يعد ماركو أنطونيو فيجيروا الهداف التاريخي للنادي برصيد 130 هدفًا. وهناك العديد من اللاعبين الذين لعبوا لصالح المنتخب المكسيكي ومن بينهم أدولفو باوتيستا، رافائيل ماركيز لوغو، مويسيس مونيوز، ميغيل صباح، جويل هويكي، أدريان ألدريتي.
كان راؤول رويدياز أول لاعب من موريليا يحقق لقب هداف الدوري المكسيكي الممتاز.

### أفضل الهدافين
| مركز | لاعب                  | أهداف |
| ---- | --------------------- | ----- |
| 1    | ماركو أنطونيو فيغيروا | 130   |
| 2    | أليكس فرنانديز        | 71    |
| 3    | ميغيل صباح            | 64    |
| 4    | كارلوس ميلوك          | 59    |
| 5    | رافائيل ماركيز لوغو   | 58    |